# اوسیک
اوسیک (به چکی: Osík) یک منطقهٔ مسکونی در جمهوری چک است که در ناحیه سویتاوی واقع شده‌است. اوسیک ۱۲٫۶۱ کیلومتر مربع مساحت و ۱٬۰۳۸ نفر جمعیت دارد و ۳۵۵ متر بالاتر از سطح دریا واقع شده‌است.